# Okręg wyborczy Cleveland and Whitby
Okręg wyborczy Cleveland and Whitby powstał w 1974 r. i wysyłał do brytyjskiej Izby Gmin jednego deputowanego. Okręg obejmował dystrykty miejskie Guisborough, Loftus, Saltburn and Marske by the Sea, Skelton and Brotton, Whitby, a także dystrykt wiejski Whitby. Okręg został zniesiony w 1983 r.

## Deputowani do brytyjskiej Izby Gmin z okręgu Cleveland and Whitby
- 1974–1983: John Biffen, Partia Konserwatywna